# إنغريد يوهانسون
إنغريد يوهانسون هي لاعبة كرة قدم سويدية، ولدت في 9 يوليو 1965 في السويد. شاركت مع منتخب السويد لكرة القدم للسيدات.

## وصلات خارجية
- إنغريد يوهانسون على موقع الاتحاد الدولي (مؤرشف)  (الإنجليزية)
- إنغريد يوهانسون على موقع اتحاد السويد (السويدية)
- إنغريد يوهانسون على موقع عالم كرة القدم.نت (الإنجليزية)